# Буревісник середземноморський

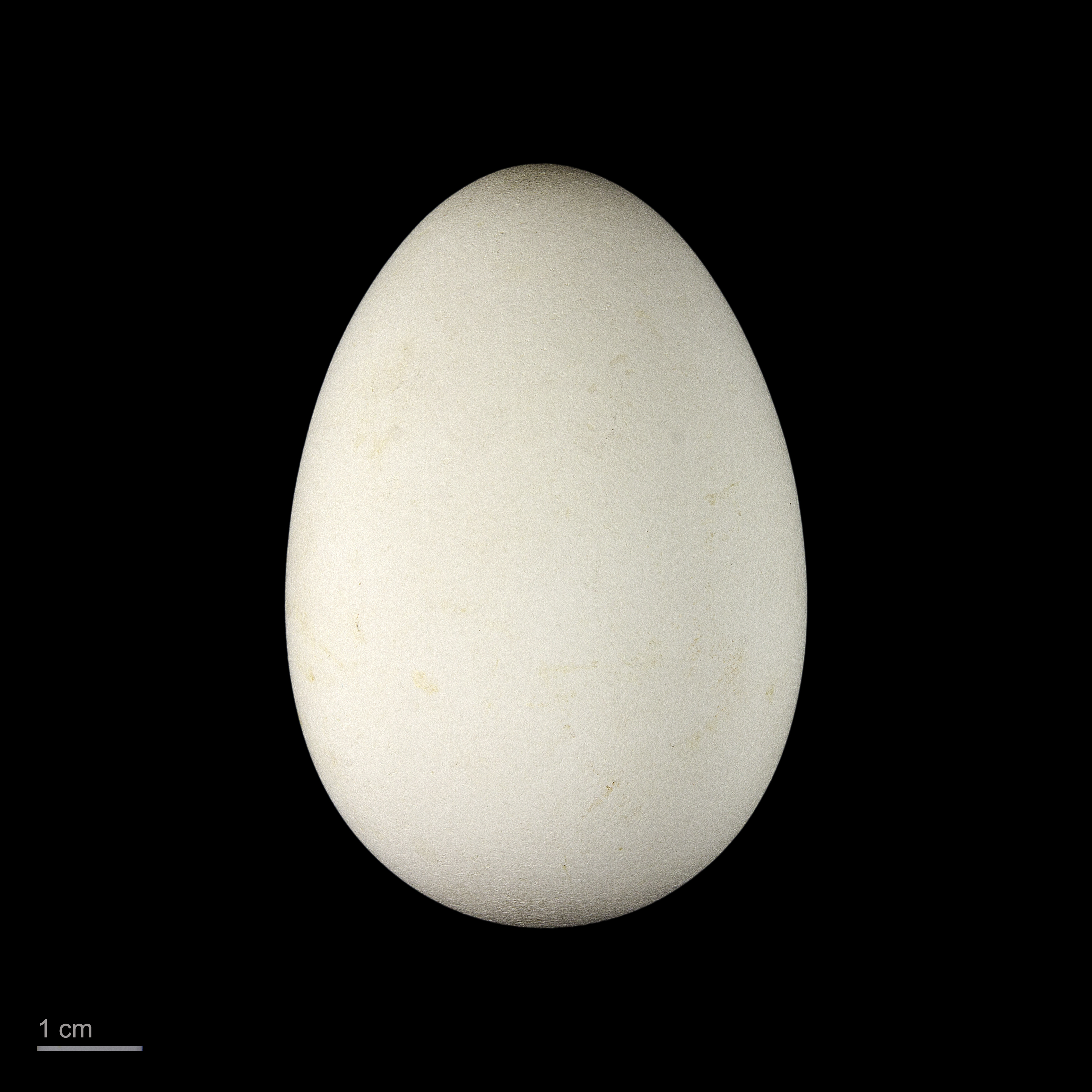
яйце Calonectris diomedea - Тулузький музей

Буревісник середземноморський (Calonectris diomedea) — великий морський птах родини буревісникових (Procellariidae). В Україні рідкісний залітний вид.

## Зовнішній вигляд
Має 45-56 см завдовжки та розмах крил 112–126 см. Коричневато-сірий зверху, білий знизу, має жовтуватий дзьоб. Птах літає за допомогою ширяння, із крилами зігнутими назад. Крики птахів можна почути у вечірні години та вранці. Вони звучать як крик або як каркання.

## Спосіб життя
Гніздиться на островах і скелях Середземного моря та на Атлантичному узбережжі Піренейського півострова. Найбільша колонія розташована на островах Мадейра. Гніздо влаштовують на відкритій землі або серед скель, рідше в норі. В останньому випадку птахи викопують гніздові тунелі глибиною від 1 до 2 м в кручах. Кладка складається з одного білого яйце, яке відкладають в кінці травня. Яйце висиджують обоє батьків приблизно 55 днів. Пташеня з'являється в липні і збільшує масу удесятеро через місяць. Дорослі птахи весь день у пошуках корму і для захисту від потенційних ворогів годують пташеня тільки на світанку і вночі. Пташеня встає на крило у вересні, трохи пізніше (у жовтні) батьки здійснюють осінню міграцію. Восени птахи мігрують до Атлантичного океану — Північної Америки і Африки, до південно-західного узбережжя Великої Британії, Ірландії, повертаються до місць гніздування у лютому. Пара птахів залишається разом протягом усього життя. 
Живляться дрібною рибою, каракатицями і навіть покидьками.